# Луције Гелије Публикола
Луције Гелије Пибликола (лат. Lucius Gellius Publicola) је био један од два конзула које је Римска република послала 72. године п. н. е. заједно са Гнејем Корнелијем Лентулом Клодијаном против робова побуњеника у Трећем устанку робова, познатијем као Спартаков устанак.
Гелије је победио једног од вођа робова, Крикса, и његових 3.000 присталица код Апулије, затим је кренуо ка северу у потеру за Спартаковим јединицама које су се такође кретале ка северу. Публикола и Лентул су се надали да ухвате Спартака и опколе га са двема војскама, међутим, Спартак је уништио Лентулове легије, а онда се окренуо и исто учинио са Гелијевим снагама.
Убрзо су Гелије и Лентул повучени са командујућих места и команда је дата Марку Лицинију Красу.